# Microsoft Notification Protocol
Microsoft Notification Protocol — протокол, использовавшийся в программе Windows Live Messenger, а также в предыдущих версиях этой программы, известных под названиями MSN Messenger и Windows Messenger, и в Microsoft Messenger for Mac.
Последние версии протокола используются в мессенджере Skype, поглощенном Microsoft и ставшем заменой Windows Live Messenger с 2013 года.
Несколько сторонних клиентов, в частности, Pidgin и Trillian, поддерживали некоторые версии протокола. MSNP впервые использовался в программе MSN Messenger Service 1999 года.
Последним продуктом компании использующим протокол был Skype, однако более не используется с апреля 2019 года по причине прекращения поддержки из-за перехода с peer-to-peer в облако.

## Версии
Значительные изменения протокола обозначались новой версией в виде MSNP#.
С октября 2003 Microsoft заблокировала работу протокола версий ниже 8 (MSNP8).
С 11 сентября 2007 года Microsoft принудительно перевела пользователей MSN Messenger на Windows Live Messenger 8.1 в связи с соображениями безопасности.

### MSNP1
MSNP1 — непубличная версия протокола, использовавшаяся, вероятно, при разработке MSN Messenger 1.

### MSNP2
Предрелизная версия. В 1999 году был опубликован Internet Draft с описанием протокола MSNP2. При этом фактически использовавшийся в MSN Messenger протокол немного отличался от описанного.

### MSNP3
MSN Messenger 2.0 ввел MSNP3, но сохранил поддержку MSNP2.

### MSNP4 и MSNP5
Протоколы MSNP3, MSNP4 и MSNP5 поддерживались серверами Messenger к июлю 2000 года. Использовались в MSN Messenger 3.0 и 4.0.

### MSNP6 и MSNP7
MSNP6 использовался поздними версиями MSN Messenger 4.x.
В 2002 MSN Messenger 5.0 использовал MSNP7.

### MSNP8
В MSNP8 изменен способ аутентификации, начали использоваться серверы Microsoft Passport. Эта версия стала наименьшей для сервиса .NET Messenger Service после блокировки серверов для более ранних версий по соображениям безопасности (2003 год). Обладатели старых клиентов потеряли возможность входа на серверы и были вынуждены обновляться или фактически прекратить использование сервиса.
MSN Messenger 5.0 использовал MSNP8. Windows Messenger (поставлялся с Windows XP) использовал MSNP8 в версиях с 4.7 по 5.1.
В протоколе добавлены возможности передачи голоса и видео между Windows Messenger.

### MSNP9
MSNP9 введен в MSN Messenger 6. В нем добавлены сообщения типа «D» для передачи данных (изображений и эмотиконов), покадровая передача видео с веб-камер (вместо потоковых форматов, таких как Windows Media Player WMV), улучшенная система передачи голоса и система преодоления NAT для файловых передач.

### MSNP10
Использовался в MSN Messenger 6.1 после начала блокирования ранних версий в октябре 2003. Добавлены адресные книги Hotmail.

### MSNP11 и MSNP12
Использовались в MSN Messenger 7.0 и 7.5 соответственно

### MSNP13
Использовался в Windows Live Messenger 8.0. Удалена синхронизация списка контактов, вместо этого клиенты высылают SOAP-запрос на сервер контактов («ABCH» — Address Book Clearing House, единые серверы контактов для всех сервисов MSN и Windows Live).

### MSNP14
В MSNP14 добавлена возможность взаимодействия с Yahoo! Messenger.

### MSNP15
Версия MSNP15 введена в Windows Live Messenger 8.1 в сентябре 2006 года. Изменен протокол аутентификации, ранее применялся TWN «Tweener», а с 15 версии протокола используется SSO (Single Sign-On; RPS).
В протоколе имеется поддержка передачи местоположения пользователя, однако эта возможность была вскоре исключена из клиента Windows Live Messenger 8.1.

### MSNP16
MSNP16 использовался в предрелизной версии Windows Live Messenger 9.0 (декабрь 2007).
Добавлена возможность входа из нескольких мест, все чаты дублируются на все устройства пользователя.

### MSNP17
MSNP17 — принимался серверами Windows Live Messenger (messenger.hotmail.com), но не использовался в официальных клиентах.

### MSNP18
MSNP18 используется в Windows Live Messenger 2009 (14.0). Добавлены групповые чаты.

### MSNP19
Используется в Windows Live Messenger 2011 (Wave 4)

### MSNP24
Использовался в Skype с начала 2014 до апреля 2019. 